# Filippo da Fiesole
Filippo da Fiesole (polnisch: Filip z Fiesole * um 1500 in Fiesole; † nach 1540 wahrscheinlich in Krakau) war ein Architekt, Bildhauer und Steinmetz der Renaissance. Fiesole gehörte zur dritten Generation italienischer Renaissance-Künstler, die am Krakauer Königshof tätig waren.

## Leben
Filippo da Fiesole wurde um 1500 in Fiesole geboren. Er kam auf Geheiß König Sigismund des Alten vor 1530 nach Krakau. Hier trat er in die Werkstatt des Florentiners Bartolomeo Berrecci ein, in der er bis 1531 an der Sigmundskapelle in der Wawel-Kathedrale arbeitete. 1531 machte er sich selbständig und gründete zusammen mit anderen Mitarbeitern Berreccis, Bernardino Zanobi de Gianotis und Giovanni Cini, eine Künstlergesellschaft, die gemeinsam um Aufträge warb. Von 1531 bis 1535 baute er die Kathedrale von Płock und danach die Kathedrale von Vilnius im Stil der Renaissance um.

## Schaffen
Von den Werken Filippo da Fiesole sind erhalten:
- Kuppel der Kathedrale von Płock
- Villa Decius in Krakau
- Renaissance-Altar der Wawel-Kathedrale, heute in der Marienkirche in Bodzentyn
- Die Figuren des Heiligen Johannes des Täufers, des Heiligen Vaclav und des Heiligen Florian in der Sigismundkapelle der Wawel-Kathedrale